# 八木龍一
八木龍一（日语：／ Yagi Ryūichi，1964年12月19日—) ，日本男性電影導演、CG指導。出身於東京都。白組所屬。

## 經歷
八木龍一於1987年加入白組。他參與了商業廣告的數位接景和遊戲影片的CG指導。代表作品有《鐘樓驚魂3》、《惡靈古堡0》等，也從2006年起執導過NHK教育的《貝貝生活日記》、富士電視台的《農大菌物語》中的菌類等。遊戲《鬼武者3》的片頭動畫被選為2004年SIGGRAPH電子劇場的放映作品。他引領次世代的CG創作者將與他同齡的盟友山崎貴一起首次擔任導演。

## 參加作品
- 《鬼武者2》（2002年）—CG導演
- 《惡靈古堡0》（2002年）—CG導演
- 《鐘樓驚魂3》（2002年）—CG導演
- 《鬼武者3》（2004年）—CG導演
- 《貝貝生活日記（日语：ペネロペ (絵本)#アニメ）》（2006年）—演出
- 《農大菌物語》（2007年）—3DCG導演
- 《麻吉妖怪島》（2011年）—導演[注 1]
- 《STAND BY ME 哆啦A夢》（2014年）—導演[注 1]、分鏡
- BUMP OF CHICKEN「Parade（日语：パレード (BUMP OF CHICKENの曲)）」（2014年）—導演[注 1]
- 《勇者鬥惡龍 你的故事》（2019年）—導演[注 1]
- 《STAND BY ME 哆啦A夢 2》（2020年）—導演[注 1]、分鏡、剪輯

## 腳註